# Донбасс (газета)
«Донба́сс» — наймасовіша донецька обласна газета, видається від 1917 року в Донецьку.

## Історія газети
У довідці Інституту історії Академії наук України, підготовленій до 50-річчю «Социалистического Донбасса», вказувалося: «Вже в липні 1917 р. Рада приступила до видання своєї газети, яка вийшла з періодичністю три рази в тиждень. Газета отримала назву «Известия Юзовского Совета Рабочих и Солдатских депутатов»…
Перший її номер з'явився на світ 15 липня 1917 року.
До жовтня 1917 р. в Юзівській Раді переважали меншовики. На початку 1918 року більшовицька організація Юзівки настільки зміцніла, що змогла взяти видання газети на себе. У результаті останній номер «Известий» вийшов 1 січня 1918 року, усього їх було 65.
А з 8 березня більшовики почали випускати газету «Донкая правда». Життя «Донецкой правды» було коротким, вже в квітні того ж року видання припинилося — Донбас окуповували кайзерівські солдати.
У евакуації в Павлограді більшовики продовжили випуск газети, перейменувавши її в «Донецкий коммунист».
І лише з 14 січня 1920 року продовжився нормальний випуск газети під назвою «Известия Юзовского уревкома и упарткома РКП». Цей заголовок ще двічі зазнавав змін в зв'язку з реконструкцією в назві і організаційній будові правлячої партії.
Черговий заголовок — «Диктатура труда» газета отримала в травні 1920 року і була тоді органом РК КП(б)У і Виконкому Юзівського району. Згодом вона стала окружною газетою. З цим паспортом видання виходило 12 років, бурхливі роки відновлення народного господарства, індустріалізації країни, колективізації сільського господарства. А влітку 1932 року в «Диктатурі труда» було вміщено оголошення: «З 1 серпня «Диктатура труда» реорганізується в газету «Социалистический Донбасс» — орган Донецького обкому КП(б)У, Облвиконкому, Облпрофбюро, Сталінського міського комітету партії, міськради. У березні 1944 року відповідальним редактором газети було затверджено Медведєва В.Ю.
Остання зміна в назві газета пережила в 1991 році, після відомих подій, пов'язаних з КПРС. До того часу єдиним засновником газети був обком КПУ, обласна ж Рада народних депутатів вийшла зі складу засновників раніше.
З серпня 1991 року газета стала іменуватися «Донбас», її законним засновником виступив трудовий колектив редакції. Відтоді «Донбас» дещо змінив як свій зовнішній вигляд, так і зміст. Ставши незалежною від правлячих структур, газета зробила орієнтацію на масового читача. Її головною справою, кредо є захист інтересів передплатників, читачів газети.
«Донбас» станом на 2007 р. сьогодні має найбільший передплатний наклад серед донецьких обласних газет. Останнім часом газета випускає шість додатків: «Хозяин», «Зодиак», «Спорт-Арена», «Ладья», «TV-мир» і безкоштовний додаток «Донецкий выпуск».

## Цікаво
На початку березня 1963 р. Донецькою обласною парторганізацією компартії України було прийнято рішення розпочати випуск україномовного варіанту газети. Над ним працювали: Володимир Буц (Вербиченко), Валентина Дроздова, Алла Суровцева, Світлана Колодіна, Костянтин Спасенко, Василь Стус. Декілька чисел україномовної газети були підготовлені і вийшли друком.
За даними з квітня 1963 року по квітень 1965 року у світ вийшло 509 номерів українського «Соціалістичного Донбасу». Тобто виходив українською мовою «Соціалістичний Донбас» рівно два роки накладом кілька десятків тисяч примірників.